# Barastjärnen
Barastjärnen är en sjö i Åsele kommun i Lappland och ingår i Ångermanälvens huvudavrinningsområde. Sjön har en area på 0,0666 kvadratkilometer och ligger 357 meter över havet.

## Delavrinningsområde
Barastjärnen ingår i det delavrinningsområde (710969-159264) som SMHI kallar för Inloppet i Betsarn. Medelhöjden är 373 meter över havet och ytan är 2,75 kvadratkilometer. Det finns ett avrinningsområde uppströms, och räknas det in blir den ackumulerade arean 19,67 kvadratkilometer. Betsarnbäcken som avvattnar avrinningsområdet har biflödesordning 3, vilket innebär att vattnet flödar genom totalt 3 vattendrag innan det når havet efter 218 kilometer. Avrinningsområdet består mestadels av skog (69 procent) och sankmarker (19 procent). Avrinningsområdet har 0,07 kvadratkilometer vattenytor vilket ger det en sjöprocent på 2,5 procent.